# Sisyphos-Maler

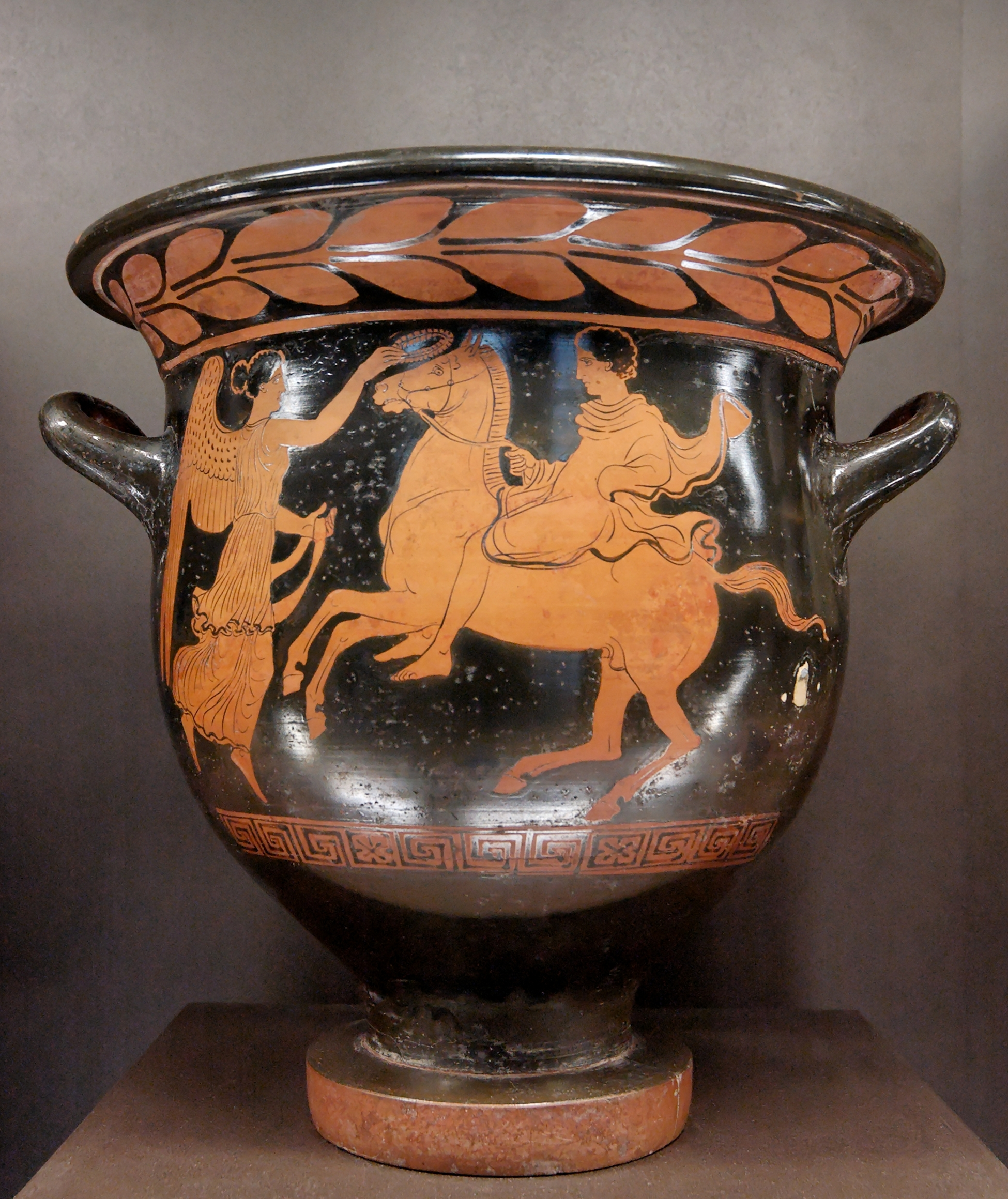
Glockenkrater mit der Darstellung eines jungen Reiters, der von der Göttin Nike bekrönt wird, um 420 v. Chr.

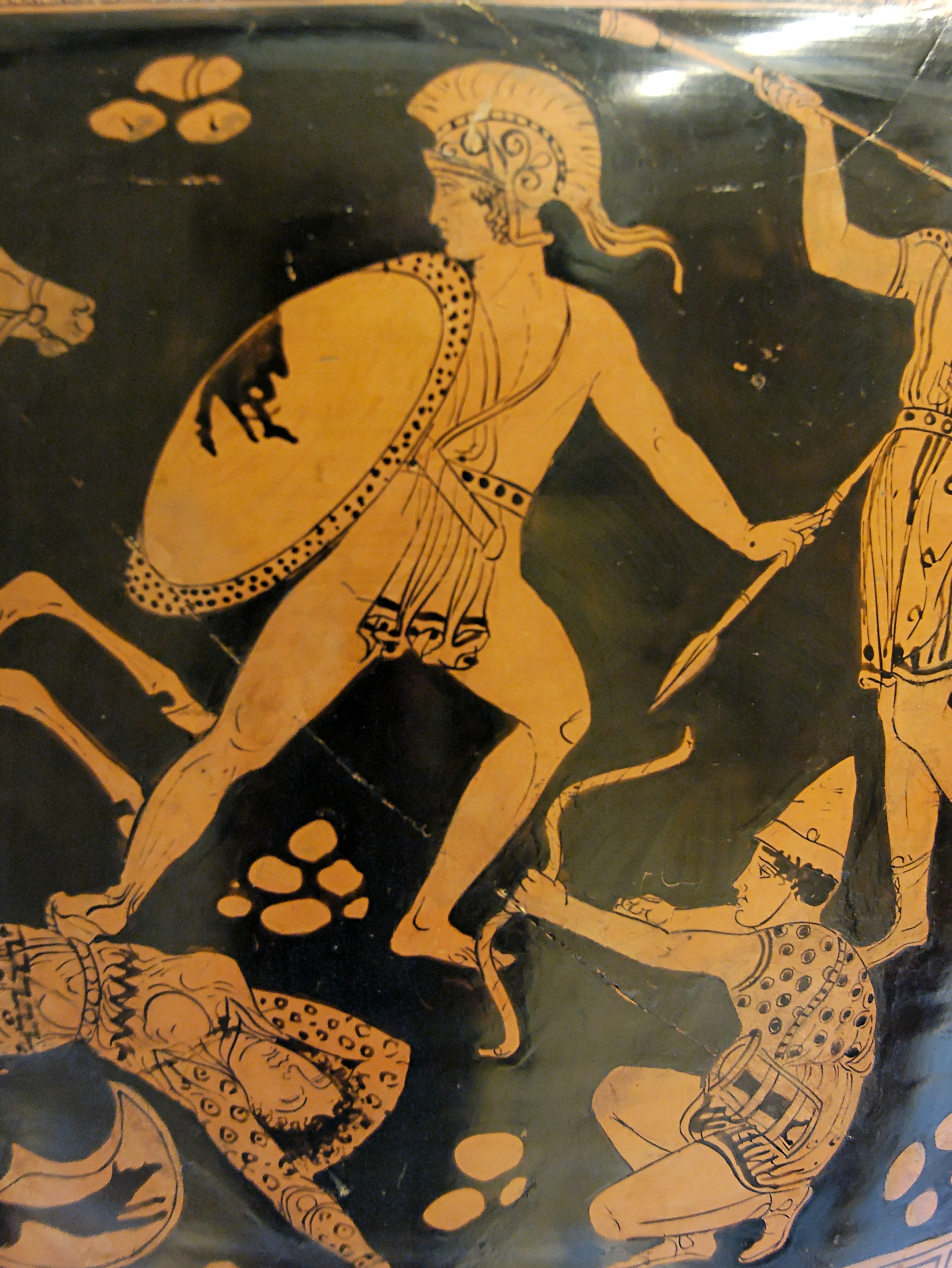
Amazonomachie auf einem Volutenkrater, um 410/00 v. Chr.

Der Sisyphos-Maler war ein apulischer Vasenmaler. Seine Werke werden in die letzten beiden Jahrzehnte des 5. Jahrhunderts v. Chr. und den Beginn des 4. vorchristlichen Jahrhunderts datiert.
Der Sisyphos-Maler, der nur mit einem Notnamen benannt werden kann, da der echte Name unbekannt ist, ist einer der einflussreichsten Maler der apulischen Vasenmalerei und somit der gesamten unteritalischen Vasenmalerei. Seinen Notnamen erhielt er aufgrund der Inschrift auf einem herzförmigen Geschenk, das ein Jüngling auf einem seiner Volutenkratere in einer Hochzeitsdarstellung hält. Er steht in der Tradition des Malers des Tanzenden Mädchens in Berlin, als dessen später Werkstattgenosse er angesehen wird. Arthur D. Trendall bezeichnet den Sisyphos-Maler als den „wohl überragendsten Künstler der tarentinischen Schule überhaupt“. Die Qualität seiner Arbeiten ist allerdings schwankend. Vor allem auf größeren Vasen zeigt er sich als Meister von Kopfdarstellungen, die er oft in Dreiviertelansicht zeigt.
Im frühen Werk finden sich diverse Glockenkratere, die meist mit drei Figuren bemalt sind. Hauptsächlich zeigt der Sisyphos-Maler Alltagsszenen oder Bilder aus dem dionysischen Bereich. Auf den Rückseiten zeigt er immer zwei oder drei Manteljünglinge. In seiner späteren Schaffenszeit lässt die Qualität der Arbeiten nach, viele Darstellung wirken nur noch stereotyp. Die Gesichter sind runder und wirken gröber. Auch die Themen der Bilder werden einfallsloser, zu sehen sind fast immer Jünglinge, Krieger und Frauen.

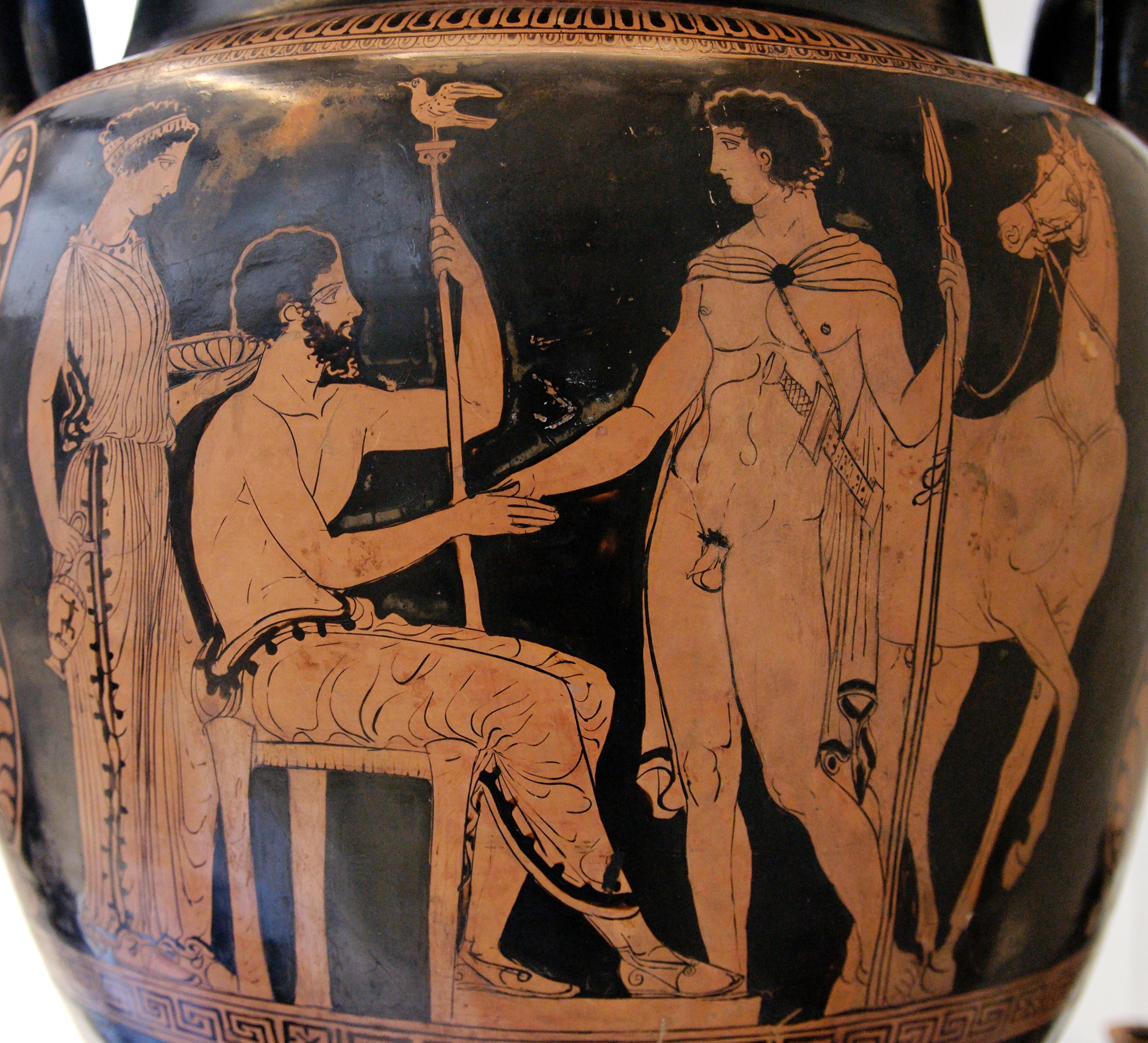
Ankunft oder Abschied eines jungen Kriegers oder Helden, Volutenkrater um 410/00 v. Chr.

Beim Sisyphos-Maler wird eine künstlerische Verwandtschaft zu den attischen Vasenmalern Zwergen- und Kodros-Maler vermutet. Zudem lassen sich Parallelen zum Werk des Polion feststellen. Der Sisyphos-Maler steht am Beginn der beiden späteren Hauptströmungen der apulischen Vasenmalerei, zum einen der Stilrichtung, in der eher kleinere Gefäße mit einfachen Figurenkombinationen bemalt werden (einfacher Stil), zum anderen die, bei der auf großen Vasen Grabkultszenen (reicher Stil) dargestellt werden. Zum Umkreis des Malers gehören einige andere wichtige Künstler, darunter der Hearst-Maler. Der Tarporley-Maler ist sein Schüler und Nachfolger in seiner Werkstatt.